# Metabolitos secundarios de las plantas
Se llaman metabolitos secundarios de las plantas a los compuestos químicos sintetizados por las plantas que cumplen funciones no esenciales en ellas, de forma que su ausencia no es letal para el organismo, al contrario que los metabolitos primarios. Los metabolitos secundarios intervienen en las interacciones ecológicas entre la planta y su ambiente.
Los distintos metabolitos secundarios tienen una distribución restringida en el reino de las plantas, y algunos solo se encuentran en una especie o grupo, por lo que a menudo son útiles en la Botánica Sistemática.

## Función biológica
El valor adaptativo de la mayoría de los metabolitos secundarios fue desconocido durante mucho tiempo. Se consideraban simplemente productos finales de los procesos metabólicos, sin una función específica, o productos de desecho de las plantas. A causa de la percepción imperante sobre su insignificancia biológica, han recibido tradicionalmente poca atención por parte de los botánicos. Muchas de las funciones de los metabolitos secundarios aún son desconocidas. A finales del siglo XIX y de principios del siglo XX, los químicos orgánicos empezaron a estudiar estas sustancias por su importancia como drogas medicinales, venenos, saborizantes, pegamentos, aceites, ceras, y otros materiales utilizados en la industria. De hecho, el estudio de los metabolitos secundarios de las plantas estimuló el desarrollo de las técnicas de separación, la espectroscopia para dilucidar su estructura, y metodologías de síntesis que constituyen el fundamento de la química orgánica contemporánea.
En algunos estudios biológicos más recientes, se determinó que la mayoría de los metabolitos secundarios cumplen funciones de defensa contra predadores y patógenos, actúan como agentes alelopáticos —que ejercen efectos sobre otras plantas—, o para atraer a los polinizadores o a los dispersores de las semillas (Swain 1973, Levin 1976, Cronquist 1977). El reconocimiento de las diversas propiedades biológicas de muchos metabolitos secundarios ha alentado su investigación como medicamentos, antibióticos, insecticidas y herbicidas, y ha conducido a una revaluación de los diferentes roles que desempeñan en las plantas, especialmente en el contexto de las interacciones ecológicas.

## Clasificación
Los metabolitos secundarios de las plantas pertenecen a tres grupos, según sus orígenes biosintéticos:
1. Terpenoides. Todos los terpenoides, tanto los que participan en el metabolismo primario como los más de 25 000 metabolitos secundarios, son derivados del compuesto IPP (Isopentenil difosfato o "5-carbono isopentenil difosfato") formados en la ruta del ácido mevalónico. Aparecen en muchos tipos de plantas y tienen una actividad biológica importante (Goodwin 1971). Entre ellos se cuentan los aceites esenciales, restringidos a unas pocas especies. Los terpenos son moléculas de naturaleza lipídica y, por tanto, insolubles en agua.
El de los terpenos es el grupo más numeroso de metabolitos secundarios, ya que incluye más de 40 000 moléculas diferentes. Muchos terpenos son comercialmente interesantes por su uso como aromas y fragancias en alimentación y cosmética. Otros tienen importancia medicinal por sus propiedades antiulcerosas, antimicrobianas, etc
2. Compuestos fenólicos y sus derivados. Los más de 8000 compuestos fenólicos conocidos se sintetizan por la ruta del ácido shikímico o por la del malonato/acetato.El de los compuestos fenólicos es un grupo heterogéneo, cuyos integrantes se caracterizan por contener un grupo fenol y ser solubles en agua.
3. Compuestos nitrogenados o alcaloides. Se conocen alrededor de 12 000 alcaloides, que contienen uno o más átomos de nitrógeno, son biosintetizados principalmente a partir de aminoácidos. Los alcaloides presentan una gran diversidad de estructuras químicas (Robinson 1981). Son fisiológicamente activos en los animales, aún en bajas concentraciones, por lo que tiene muchos usos en medicina. Ejemplos conocidos son la cocaína, la morfina, la atropina, la colchicina, la quinina, y la estricnina.
La biosíntesis de los metabolitos secundarios parte del metabolismo primario de las plantas del que se desvía acorde con las vías generales que se muestran en el siguiente cuadro:

Vías del metabolismo secundario de las plantas que producen los tres tipos generales de compuestos secundarios: productos nitrogenados, productos fenólicos, y terpenoides. También se muestra su relación con el metabolismo primario.
Dibujado a partir de Taiz, Lincoln y Eduardo Zeiger. "Secondary Metabolites and Plant Defense". En: Plant Physiology, Fourth Edition. Sinauer Associates, Inc. 2006. Capítulo 13.

Puesto que la diferencia entre metabolitos primarios y secundarios es solo funcional, es decir, no se distinguen sobre la base de sus moléculas precursoras, ni de su estructura química, ni de su origen biosintético, la diferencia entre las respectivas vías bioquímicas es difusa, y a veces un metabolito primario se convierte en lo que se considera un metabolito secundario  por la acción de una sola enzima. 
Los metabolitos secundarios de las plantas también se pueden dividir en más categorías menos amplias. Por ejemplo, en Judd et al., son clasificados según su vía biosintética y estructura química. Según este criterio, además de los terpenoides y los alcaloides se distinguen los siguientes grupos:
- Betalaínas. Las betalaínas son pigmentos rojos y amarillos que están presentes solamente en las Caryophyllales, excepto en las familias Caryophyllaceae y Molluginaceae (Clement et al. 1994[9]); en la mayoría del resto de las plantas, los pigmentos son antocianinas (flavonoides). Al igual que los demás pigmentos, atraen a los polinizadores y dispersores, y probablemente tienen funciones adicionales, como la absorción de la luz ultravioleta y la protección contra los herbívoros.

- Glucosinolatos. De ellos se derivan los aceites de mostaza, por hidrolización catalizada por las enzimas mirosinasas (Rodman 1981[10]). Aparecieron dos veces durante la evolución, por lo que se encuentran en dos líneas de plantas sin relación filogenética: todas las Brassicales por un lado, y en Drypetes (familia Putranjivaceae, antes Euphorbiaceae, Rodman et al. 1981[11]).

- Glucósidos cianogenéticos. Cumplen funciones de defensa, ya que al ser hidrolizados liberan ácido cianhídrico (Hegnauer 1977[12]), proceso llamado cianogénesis. Se piensa que algunos tipos han surgido muchas veces durante la evolución, mientras que otros parecen tener un único origen, y se encuentran solo en algunos taxones emparentados.

- Poliacetilenos. Grupo grande de metabolitos no nitrogenados, formados por la unión de unidades de acetato en la síntesis de los ácidos grasos. Se encuentran en algunos grupos emparentados de familias de astéridas.

- Antocianinas y otros flavonoides. Son compuestos fenólicos hidrosolubles, presentes en las vacuolas celulares de las plantas, sintetizados a partir de la fenilalanina y malonil-CoA. Todos los flavonoides comparten la misma vía biosintética, pero los productos finales varían mucho entre distintas especies de plantas y son útiles para diferenciarlas. Se encuentran en todas las embriofitas. Entre sus funciones se pueden destacar la protección contra la luz ultravioleta, la defensa ante el herbivorismo, y la pigmentación, entre otras. Los flavonoides más conocidos son las antocianinas, pigmentos de las flores de muchas plantas. Se conocen más de 9000.[13]